# Дайк-марш
«Дайк-марш» (англ. Dyke March) — марш лесбиянок, который часто проводится по пятницам или субботам, предшествуя основному гей-параду. Также марш часто бывает приурочен к различным массовым мероприятиям и акциям протеста. Хотя лесбиянки в виде отдельных групп начали принимать участие в гей-парадах с конца 1970-х, данное мероприятие приобрело статус обособленного явления лишь в начале 1990-х годов.
Цель подобных маршей — донести до общества позицию лесбиянок как полноправных членов общества, выступающих против дискриминации людей по половому признаку, а также в поддержку гражданского равноправия для всех людей вне зависимости от сексуальной ориентации и гендерной идентичности.

## История
Один из первых маршей гордости лесбиянок в Северной Америке, как отдельное от гей-парада явление, состоялся в мае 1981 года в Ванкувере, Канада. Марш, в котором приняло участие около 200 лесбиянок, был частью Национальной би-конференции лесбиянок. В октябре 1981 года организация под названием «Лесбиянки против правых» (англ. Lesbians Against the Right) организовала второй марш в Торонто, Онтарио.
Первый дайк-марш в США состоялся в Нью-Йорке в 1993 году, в субботу перед ежегодным гей-парадом. Марш, на котором предполагалось присутствие только женщин, был организован группой «Лесбиянки-мстители». В этом же году 24 апреля в Вашингтоне также группой «Лесбиянки-мстители» был организован подобный марш, который приобрёл национальный масштаб, в нём приняло участие более 20 тысяч женщин. Отчасти это было связано с тем, что шествие лесбиянок практически совпало с маршем на Вашингтон за права и свободу геев, лесбиянок и бисексуалов, также проводимым в Вашингтоне 25 апреля, в котором приняло участие не менее 300 тысяч человек.
В наше время дайк-марши проводятся главным образом в крупных городах США и Канады на регулярной основе.

## Проведение дайк-марша
Причиной создания различных маршей считается протест, который многие женщины считали необходимым контролем мероприятий гей-прайда за счёт лесбиянок в целом.

### Европа

#### Германия
Дайк-марш проводится ежегодно в Гамбурге, с 2014 года в Кёльне, 2017 года также в Гейдельберге, а с 2018 года в Ольденбурге. Берлинский дайк-марш проходит ежегодно в июне с 2013 года в ЛГБТ-позитивном районе Кройцберг.

#### Великобритания
Лондонский дайк-марш был впервые организован в 2012 году и проводится каждый год в июне. На марше 2012 года выступали спикеры, в том числе представитель «Safra Project», благотворительной организации для мусульманских ЛБТ-женщин, и Сара Браун, трансгендерная активистка-лесбиянка и бывший советник либерал-демократов.

### Северная Америка

#### Нью-Джерси
В октябре 2020 года прошёл первый дайк-марш в Асбери-Парк в Нью-Джерси.

#### Чикаго
С 1995 года каждый июнь проводится Чикагский марш, начинается он в районе Андерсонвилля. Многие участники считают это «шансом прославить себя как женщин, как лесбиянок, и показать сообществу, что мы здесь».
Место проведения марша менялось каждые два-три года, чтобы сделать его более заметным во всех районах Чикаго. Марш проходил в районе Пльзене в 2008 и 2009 годах, на South Shore в 2010 и 2011 годах, в Аптауне в 2012 и 2013 годах, в парке Гумбольдта в 2014, 2015 и 2016 годах и в Ла-Виллите в 2017 году.

#### Сан-Франциско

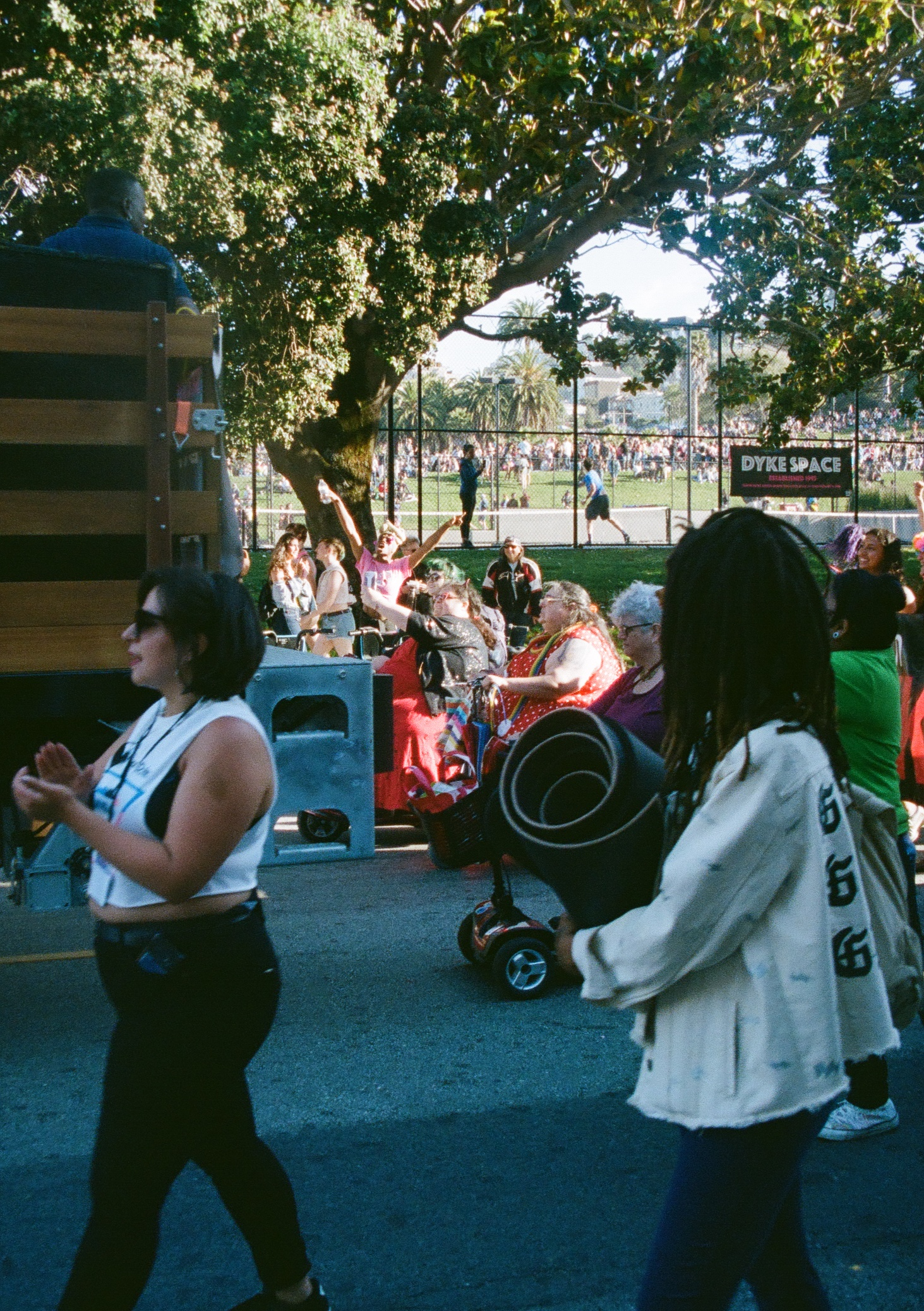
Дайк-марш в Сан-Франциско, США, 2019 г.

Первый марш в Сан-Франциско был проведён в июне 1993 года и отмечается каждый год в последнюю субботу июня. Марш начинается в парке Миссии Долорес с речи, выступлений и общения с общественностью, а заканчивается в районе Кастро.
Улицы вдоль маршрута марша заполнены восторженными зрителями, поддерживающими женщин. До 2018 года оно оставалось относительно мирным и хорошо организованным мероприятием.
В первые года «Марш-комитет Сан-Франциско Дайк», представляющий собой небольшую группу добровольцев, не мог получить разрешения от города, осуществляя право Первой поправки на сбор без разрешений и часто меняя свой маршрут, чтобы избежать встречи с полицией.

#### Сиэтл

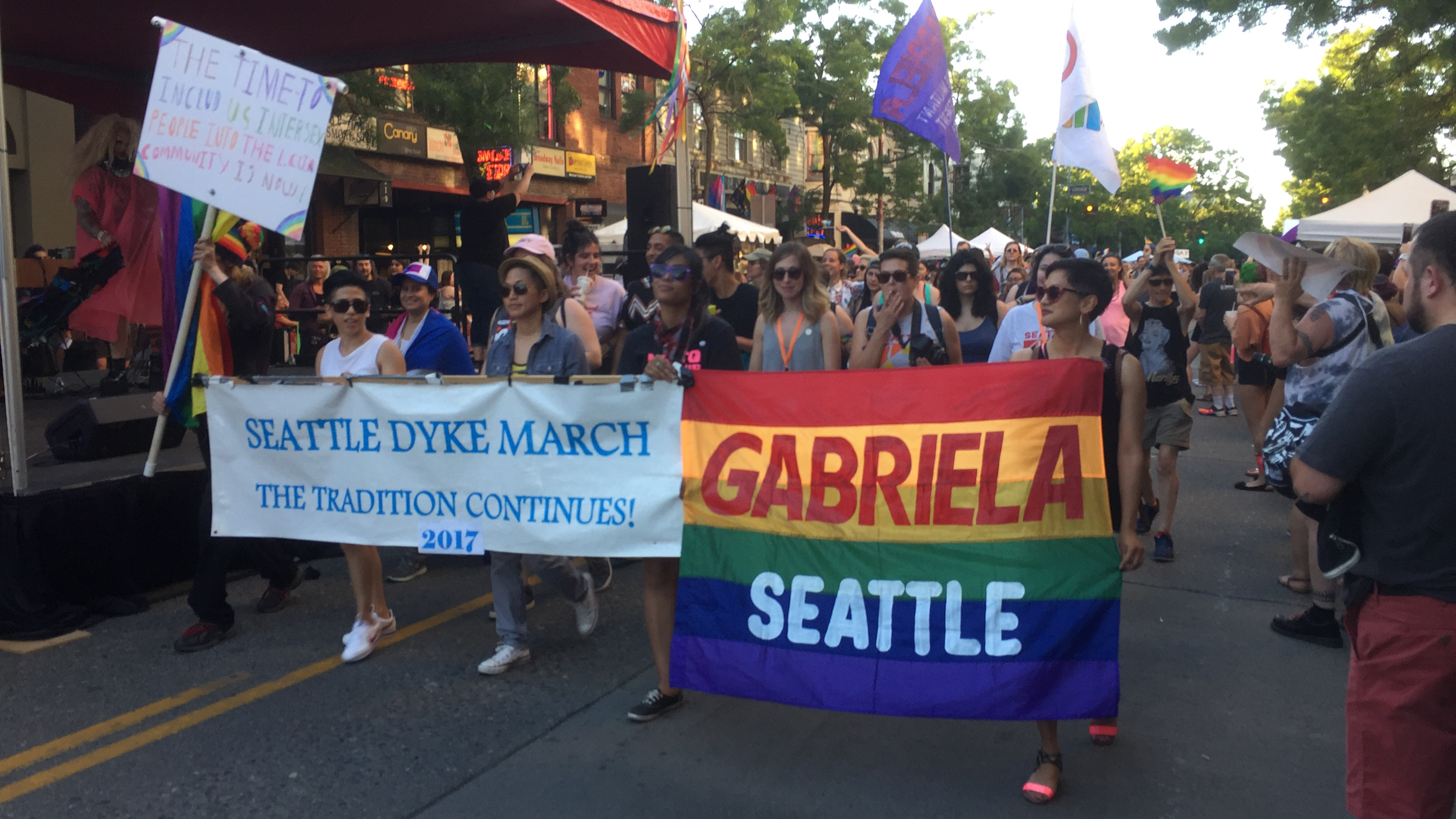
Дайк-марш на PrideFest, Сиэтл, США, 2017

Дайк-марш в Сиэтле проходит в субботу перед гей-прайдом, начинается он с митинга в 17:00 в Центральном общественном колледже Сиэтла, затем в 19:00 проходит марш по улицам города.

#### Вашингтон
Дайк-марш округа Колумбия был впервые организован в апреле 1993 года и проводился в июне ежегодно 2007 года. После 12-летнего перерыва марш вернулся в 2019 году с темой «Дайки против перемещения» в знак протеста против отношения к бедным впоследствии джентрификации.

## Инциденты с флагами гордости («Pride flag»)

### Чикаго, 2017 год
В 2017 году организаторы Чикагского дайк-марша выделили трёх женщин, которые несли флаги еврейской гордости, и начали расспрашивать их об их политической позиции в отношении сионизма и Израиля. После обсуждения, организаторы попросили их покинуть мероприятие, настаивая на том, что радужный флаг со звездой Давида «заставляет людей чувствовать себя небезопасно» и что дайк-марш — «пропалестинский и антисионистский». Инцидент вызвал широкую критику и обвинения в антисемитизме. Один из участников Чикагского дайк-марша заявил, что женщин убрали из-за флагов, а также организация, устраивающая данные марши, попросила пропалестинские организации опубликовать заявления солидарности, пока они составляли официальное заявление.
Позже организаторы марша опубликовали заявление, в котором утверждалось, что женщин попросили уйти из-за их «сионистской позиции и поддержки Израиля», а не из-за использования еврейских символов.
В 2018 году члены местного еврейского ЛГБТ-сообщества выразили нежелание участвовать в марше того года, сославшись на опасения по поводу безопасности и отчуждения.
В 2021 году организаторы марша опубликовали в Instagram сообщение о горящих флагах США и Израиля. Позже пост был удален и заменен новым изображением, на котором оба флага окутаны пламенем.

### Вашингтон, 2019 год
Подобно решению, принятому Чикагским дайк-маршем в 2017 году, в Вашингтоне дайк-марш в 2019 году принял политику, запрещающую отображать «националистические символы», включая израильский и американский флаги, а также Звезду Давида, когда они находятся в центре флага. Организаторы заявили, что эти символы представляют собой «насильственный национализм», и заявили, что присутствующие на мероприятии не должны «приносить с собой произраильскую атрибутику в знак солидарности с нашими палестинскими друзьями», в то время как еврейские звезды приветствуются и поощряются другие отождествления и прославления еврейства (ермолка, талит). Палестинские флаги и символы были разрешены.

## Дайк-марши в разных городах

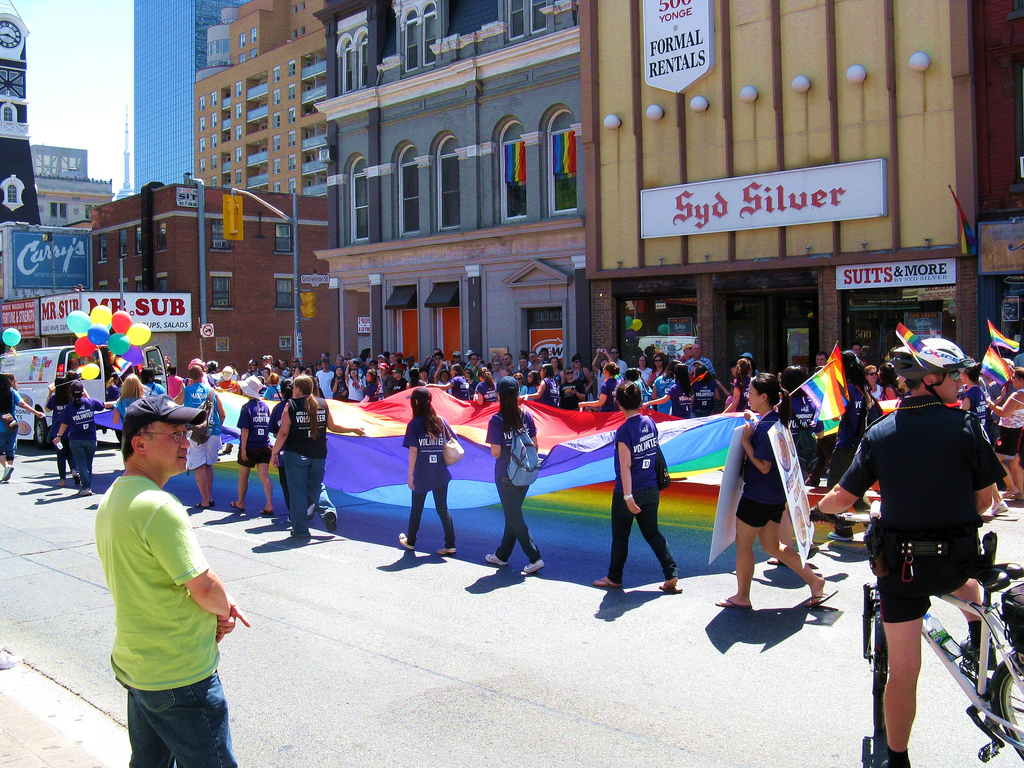
Дайк-марш в Торонто 3 июля 2010 года.
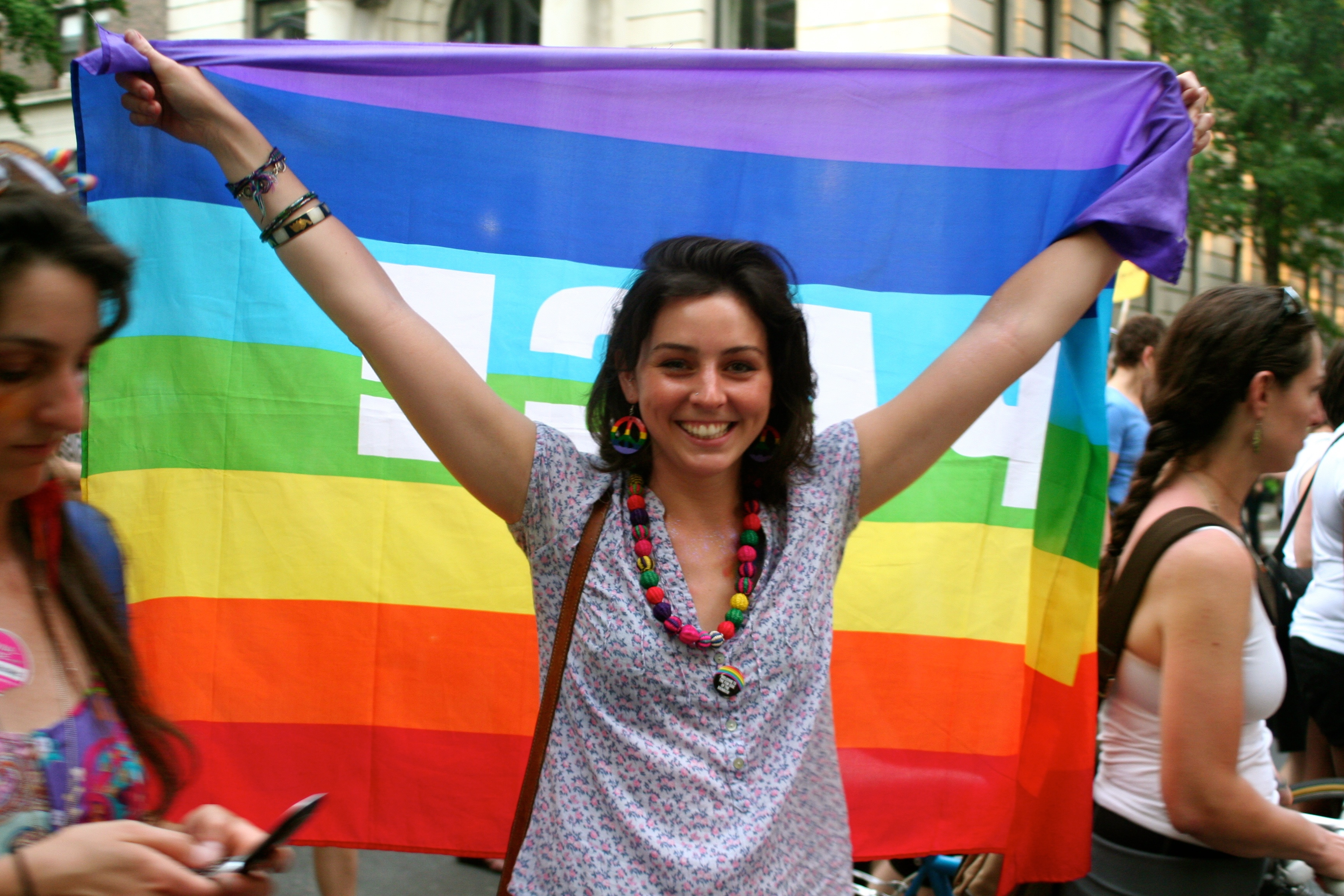
Дайк-марш в Нью-Йорке 28 июня 2011 года.
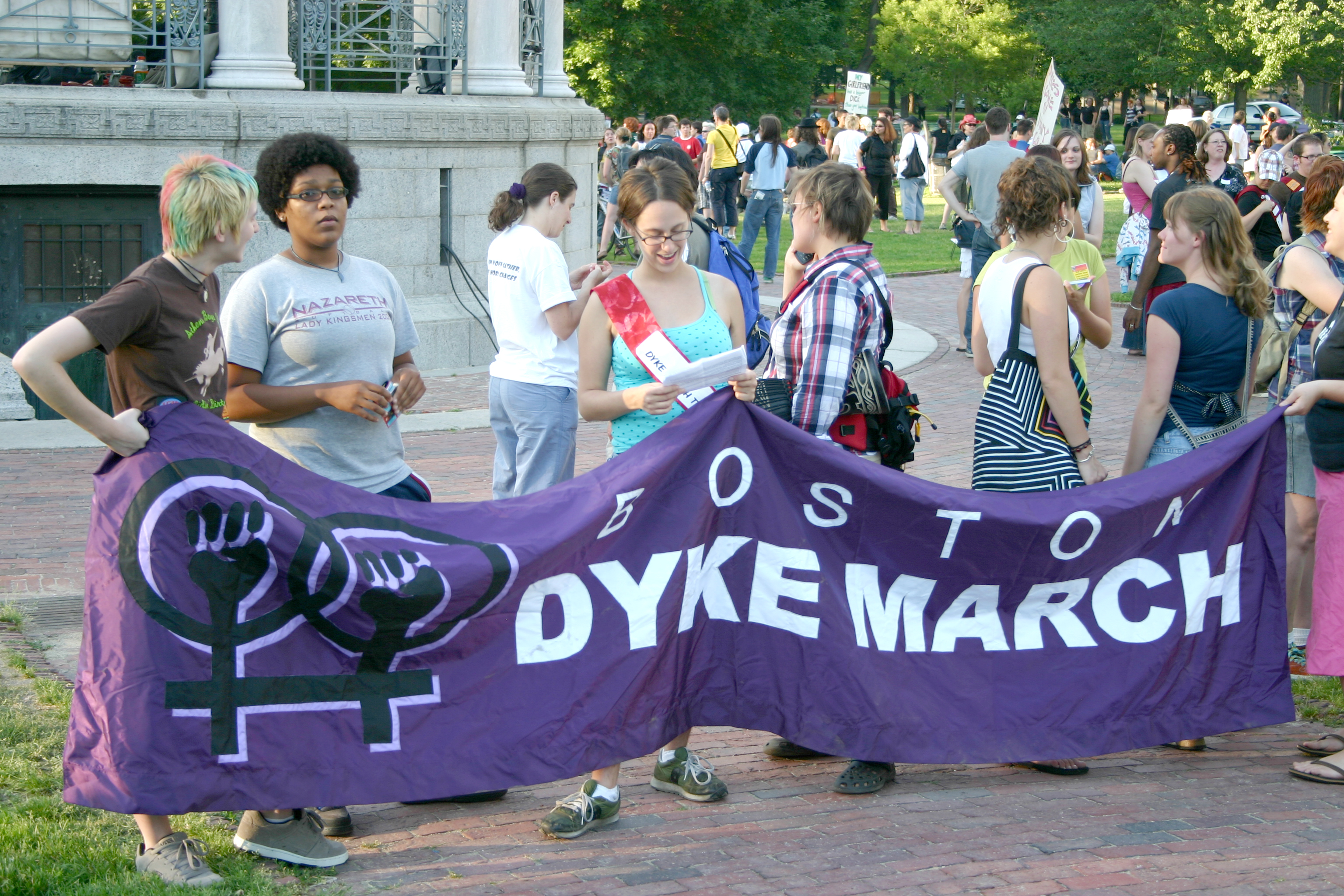
Активистки дайк-марша в Бостоне 13 июня 2008 года.
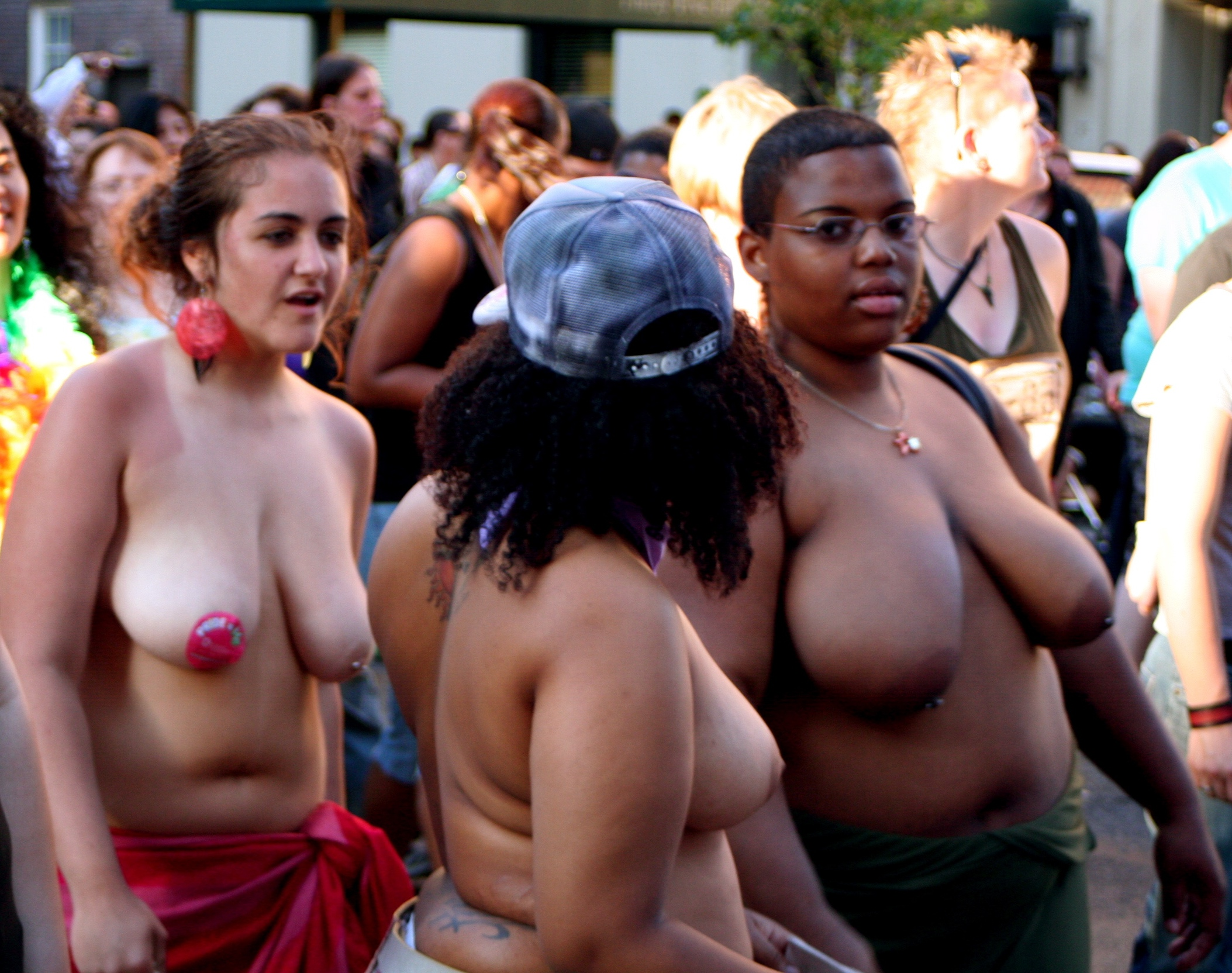
Активистки дайк-марша в Нью-Йорке 23 июня 2007 года, выступающие за свободу нахождения женщин в общественных местах топлес.

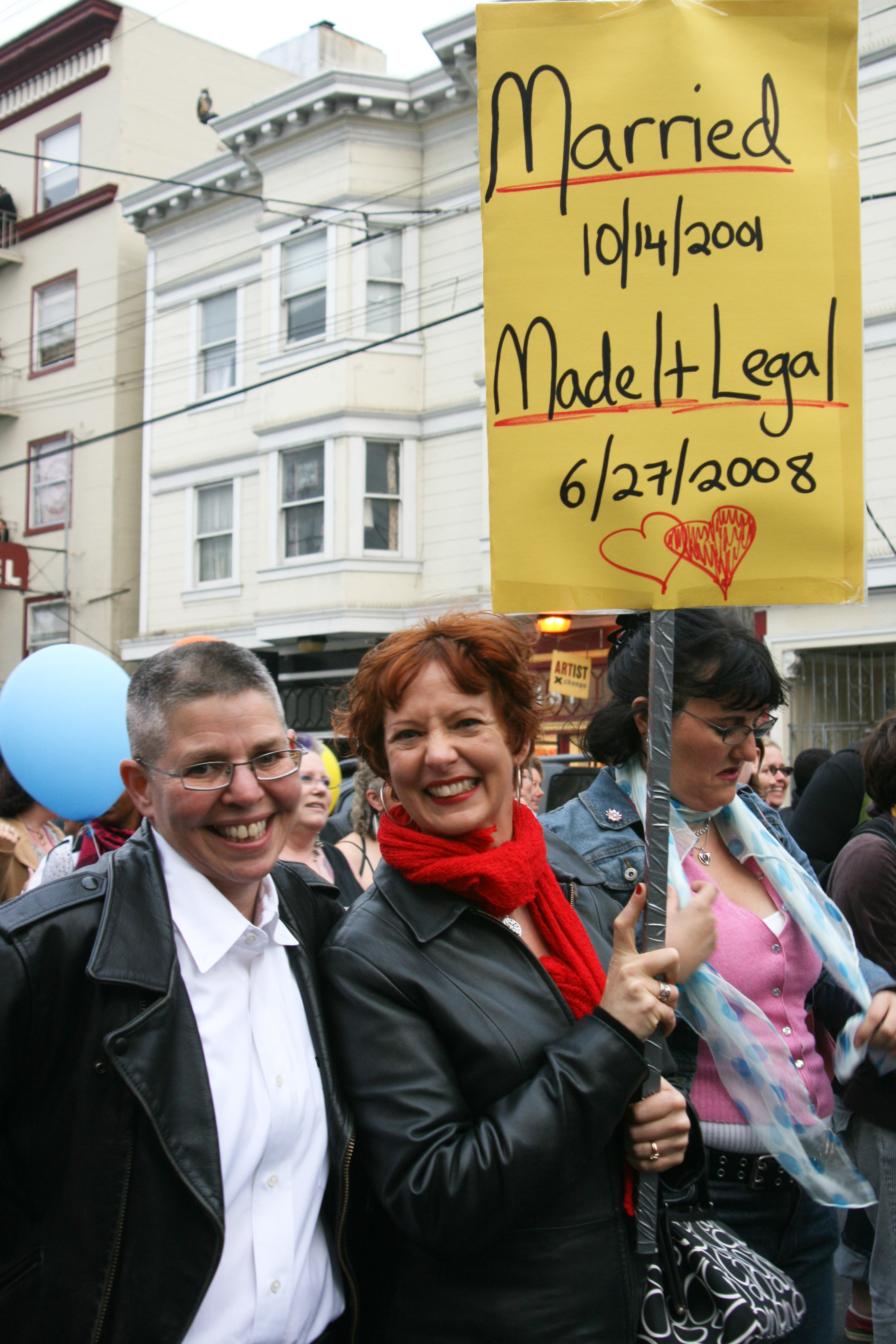
Марш в Сан-Франциско 28 июня 2008 года. Пара сообщает нам, что они накануне поженились.
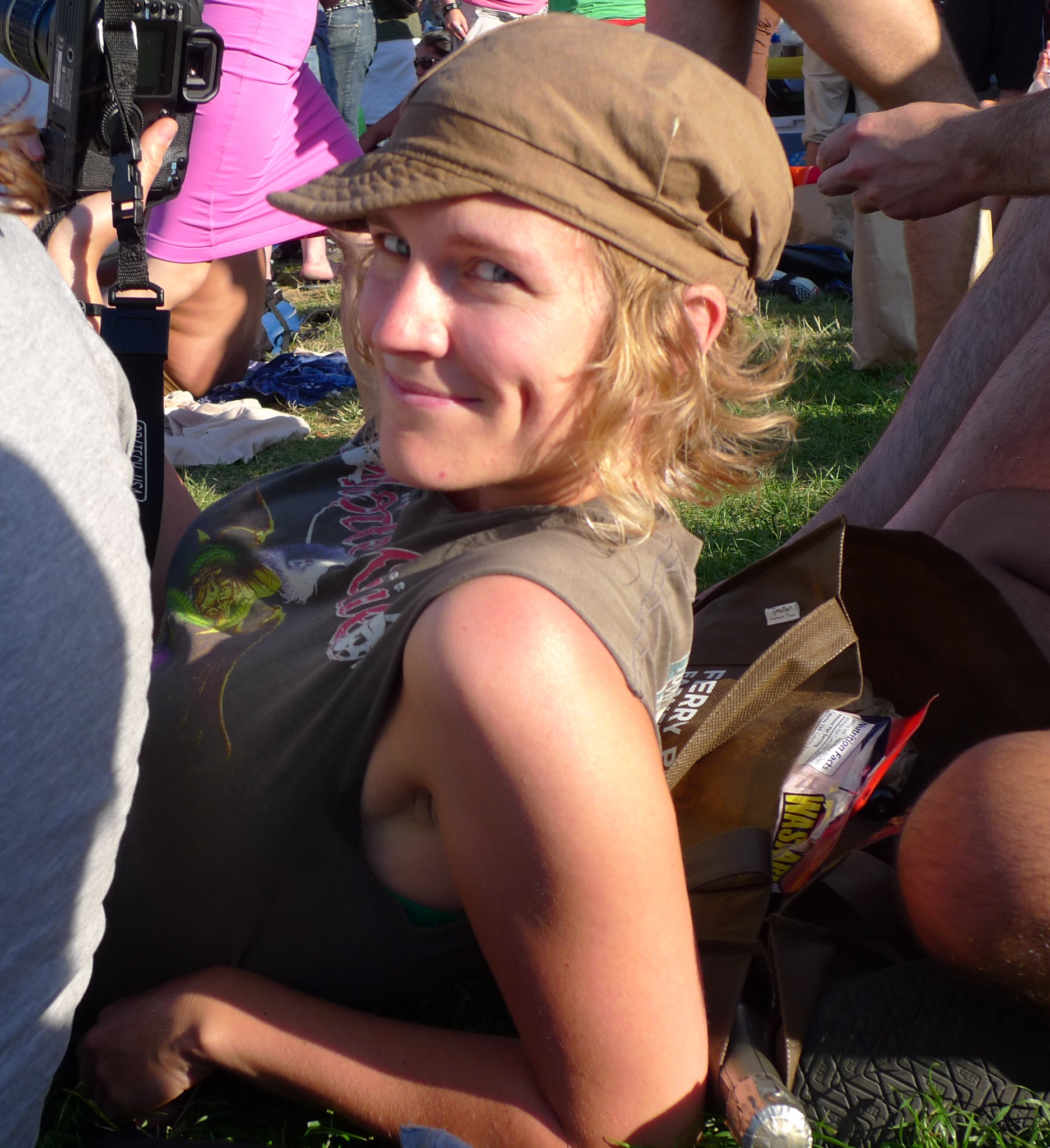
Участница марша в Сан-Франциско 27 июня 2009 года.
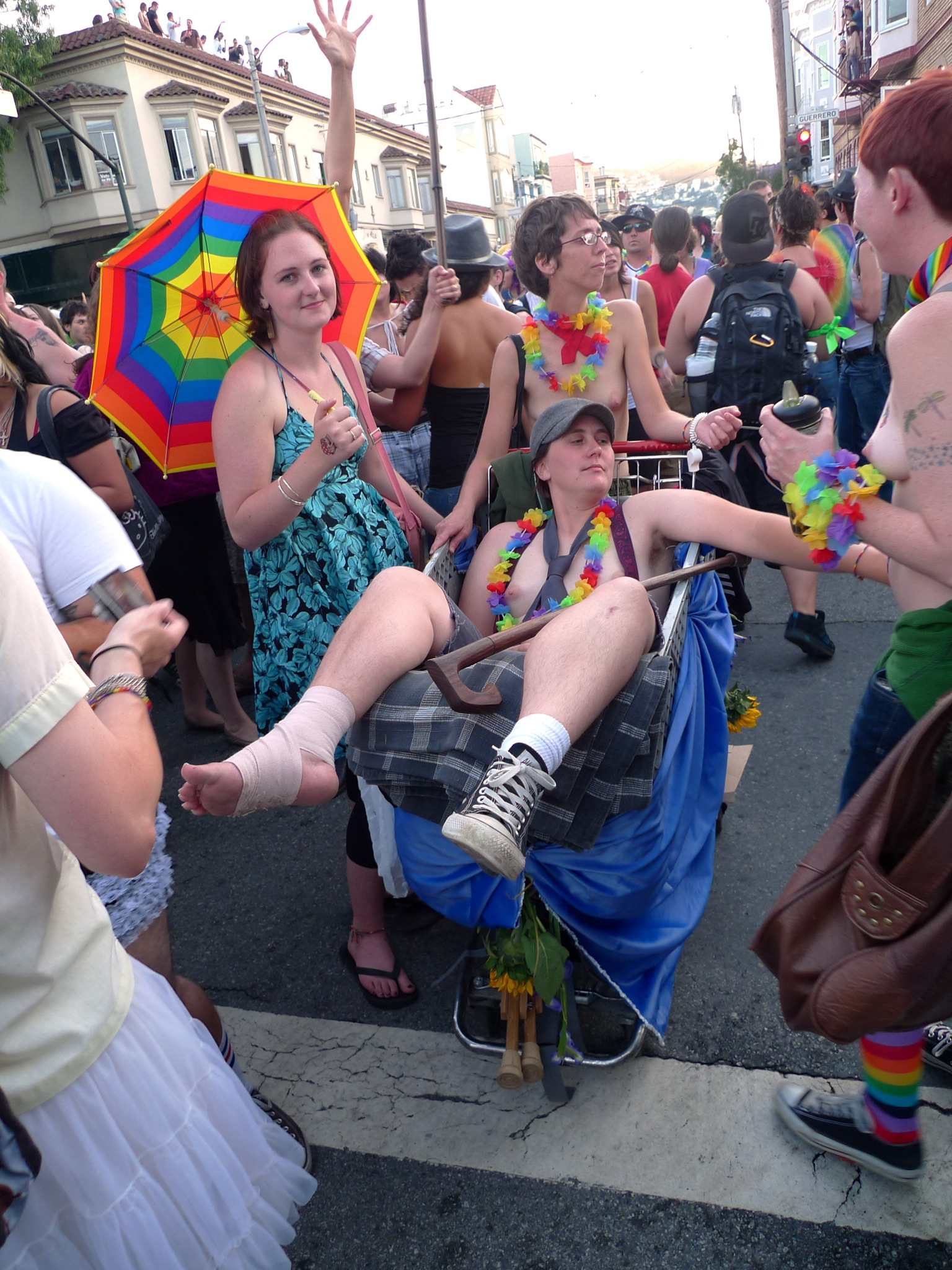
Марш в Сан-Франциско, 2009 год.
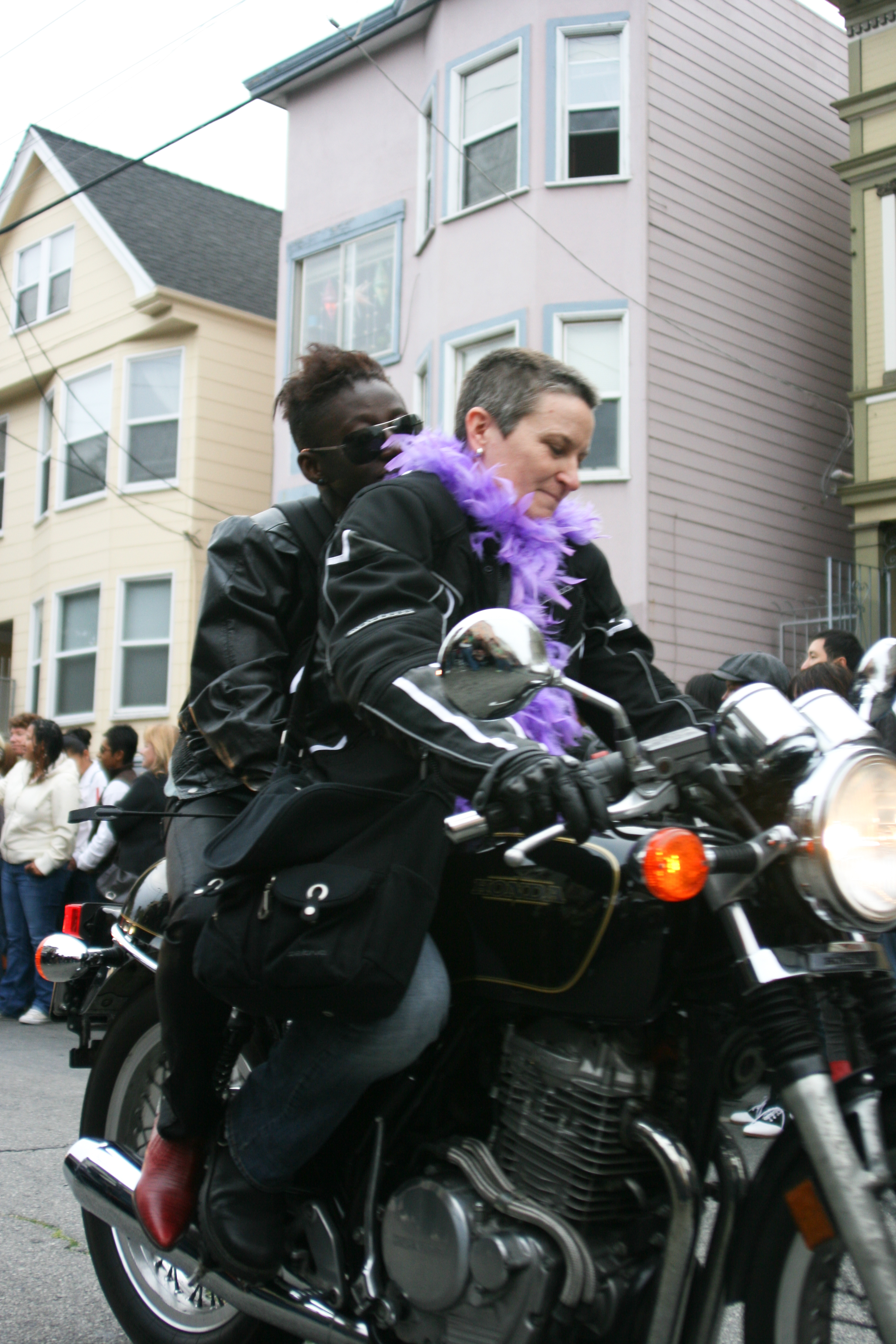
Марш в Сан-Франциско, 2008 год. Шествие возглавляют лесбиянки на мотоциклах.